# Ingo Scheller
Ingo Scheller (* 25. Juli 1938 in Berlin; † 8. Dezember 2024 in Eckernförde) war ein deutscher Fachdidaktiker und von 1973 bis 2004 Hochschullehrer an der Carl von Ossietzky Universität Oldenburg.

## Leben
Scheller studierte von 1960 bis 1967 Germanistik, Theaterwissenschaft und Sport an den Universitäten Hamburg, Göttingen und Marburg. Er war zwischen 1967 und 1973 als Referendar und Lehrer an Gymnasien und an einer Gesamtschule in Osnabrück und Bielefeld tätig und unterrichtete Deutsch, Kunst und Sport. Von 1974 bis 2004 lehrte er an der Carl von Ossietzky Universität Oldenburg. Dort promovierte er 1983 zum Thema Erfahrungsbezogener Unterricht, 1996 folgte ebenda die Habilitation zu den Themen Szenisches Spiel sowie szenische Interpretation. Während er sich anfangs auf das Szenische Spiel im Rahmen eines erfahrungsorientierten Deutsch- und Sozialkundeunterrichts konzentrierte, lag sein Arbeitsschwerpunkt seit den 1990er Jahren im Bereich der szenischen Interpretation von Dramen, literarischen Texten und Werken Bildender Kunst. Nach 1991 engagierte er sich erfolgreich auch in der Weiterbildung von Sozialarbeitern insbesondere beim Umgang mit Migranten.

## Schriften (Auswahl)
- Szenische Interpretation von Dramentexten: Materialien für die Einfühlung in Rollen und Szenen, Schneider-Verlag, Hohengehren, 2008, ISBN 978-3-8340-0462-8
- Szenisches Spiel: Handbuch für die pädagogische Praxis, Cornelsen, Berlin, 1998, ISBN 3-589-21088-5
- Szenische Interpretation: Theorie und Praxis eines handlungs- und erfahrungsbezogenen Literaturunterrichts in Sekundarstufe I und II, Kallmeyer, Seelze-Velber, 2004, ISBN 3-7800-2058-0
- Erfahrungsbezogener Unterricht: Praxis ; Planung ; Theorie, Scriptor, Königstein, 1981, ISBN 3-589-20779-5